# 신카와마치역
신카와마치역(일본어: 新川町駅, しんかわまちえき)은 일본 아이치현 헤키난시에 소재하는 나고야 철도 미카와선의 역이다. 역 번호는 MU09이다. manaca가 사용 가능하다.

## 역사
- 1914년 2월 5일: 미카와 철도의 역으로 영업 개시.
- 1915년 8월 17일: 당역 ~ 신카와구치 역 구간에 신카와구치 지선(신카와 임항선)의 개업.
- 1941년 6월 1일: 미카와 철도가 나고야 철도와 합병되어 동사의 미카와 선의 역이 됨.
- 1944년 7월: 역사 개축.
- 1955년 2월 1일: 신카와구치 지선(신카와 임항선) 폐지, 신카와마치 역 구내 측선 취급 개시.
- 1977년 5월 25일: 화물 영업 폐지(옛, 신카와구치 지선 포함 화물 측선의 철거 시기는 불명).
- 1985년 2월: 특근화(역원배치 시기 불명).
- 1992년 8월 1일: 무인화 및 계열 버스 회사에 업무 위탁.
- 2005년 9월 14일: "트랜 패스" 도입.
- 2011년 2월 11일: IC카드 승차권 "manaca" 공용 개시.
- 2012년 2월 29일: 트랜 패스 공용 종료.

## 역 구조
상대식 승강장 2면 2선의 지상역이다. 두 플랫폼은 구내 건널목에서 연결된다. 역 집중 관리 시스템이 도입된 무인역으로, 지류 역에서 원격 관리되고 있다. 매표기와 개찰구가 있는 신역사의 앞에 구역사가 공공 시설로 남아 있으며 "신카와도리구치"의 명칭으로 자치체 측에서 유지 및 관리하고 있다

### 승강장
| 번호 | 노선        | 방향 | 행선                              |
| ---- | ----------- | ---- | --------------------------------- |
| 1    | ■ 미카와 선 | 하행 | 미카와타카하마・가리야・지류 방면 |
| 2    | ■ 미카와 선 | 상행 | 헤키난 행                         |

## 역 주변
- 고바야시 기념 병원
- 국도 제247호선
- 헤키난 시립 신카와 중학교
- 헤키난 시립 신카와 초등학교

## 사진

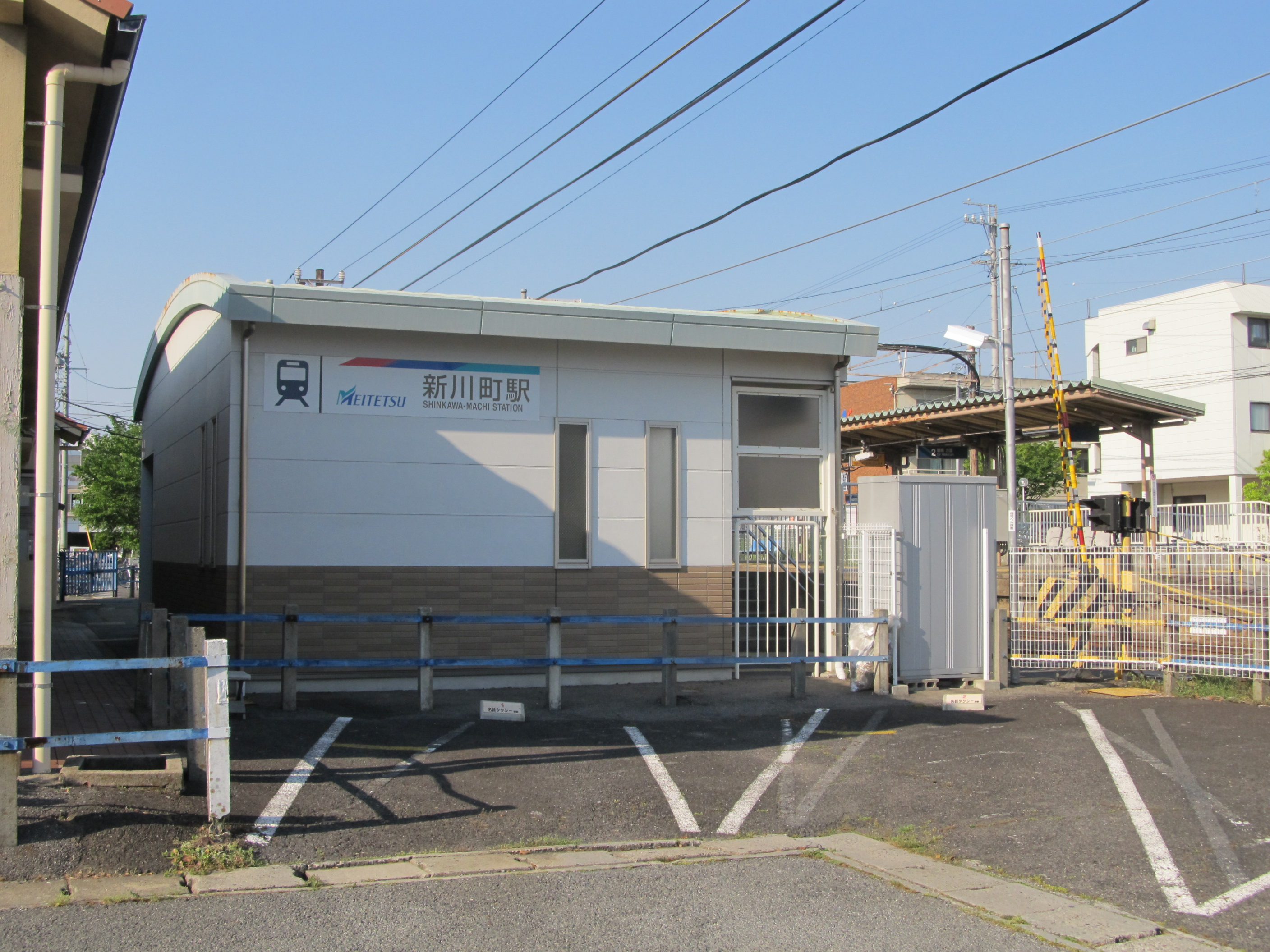
개찰구 건물
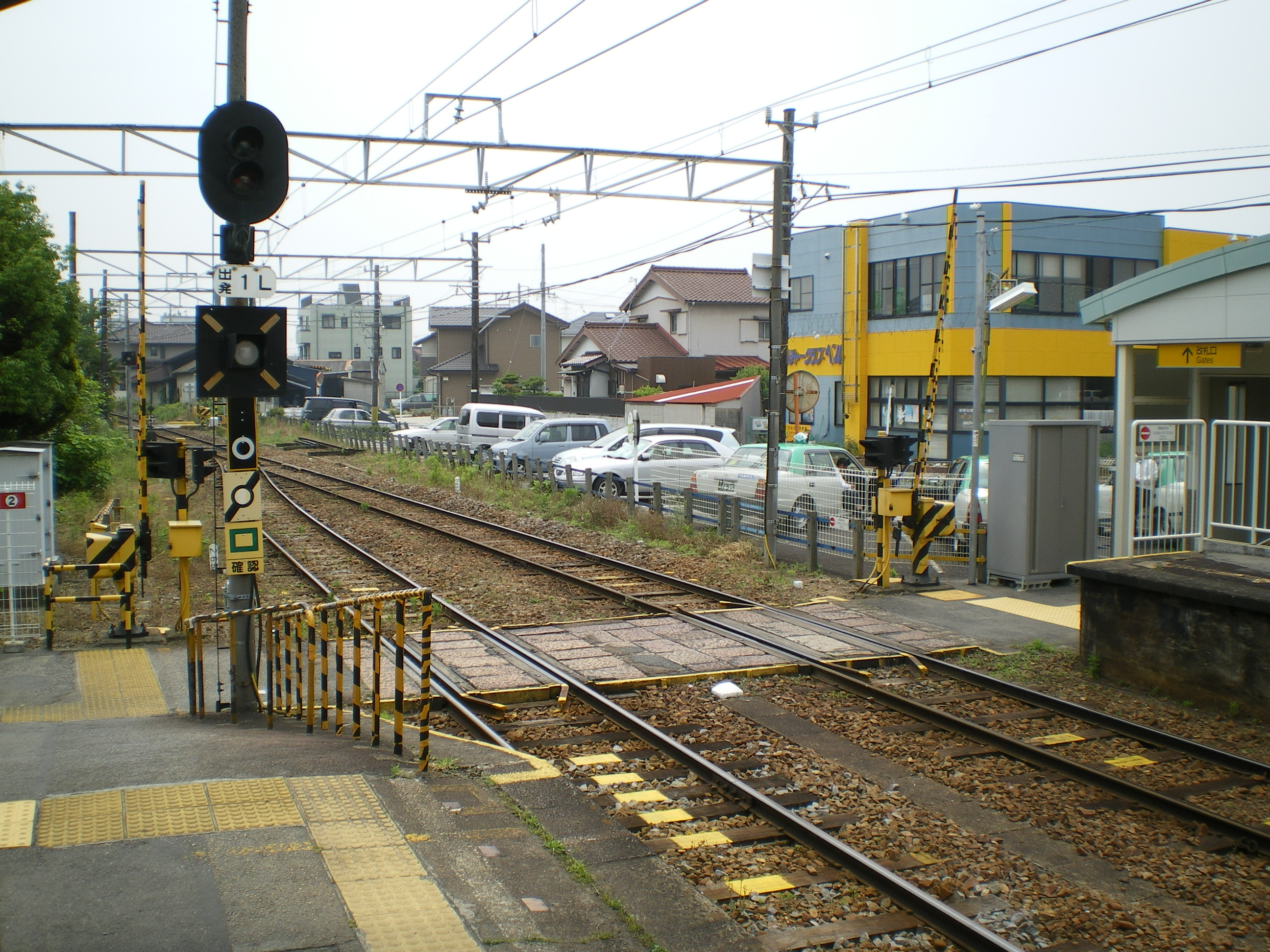
승강장 끝의 크로싱부

## 인접역
| 나고야 철도 미카와선      | 나고야 철도 미카와선 | 나고야 철도 미카와선        |
| ------------------------- | -------------------- | --------------------------- |
| MU08 기타신카와 지류 방면 |                      | 헤키난추오 MU10 헤키난 방면 |